# Навидкия, Мохаррам
Мохарра́м Навидки́я (перс. محرم نویدکیا‎; 1 ноября 1982, Исфахан, Иран) — иранский футболист, полузащитник, тренер.

## Карьера
Навидкия начал свою карьеру в «Сепахане». В 2004 году он отправился играть за «Бохум» в Германию. Однако не закрепился в составе, и в итоге был отдан в аренду обратно в «Сепахан». В 2006 году он полноценно вернулся в «Сепахан».